# Idmiston
Idmiston – wieś i civil parish w Anglii, w hrabstwie Wiltshire. W 2011 roku civil parish liczyła 2130 mieszkańców. Idmiston jest wspomniana w Domesday Book (1086) jako Eunestetone.